# Air Atlanta Icelandic

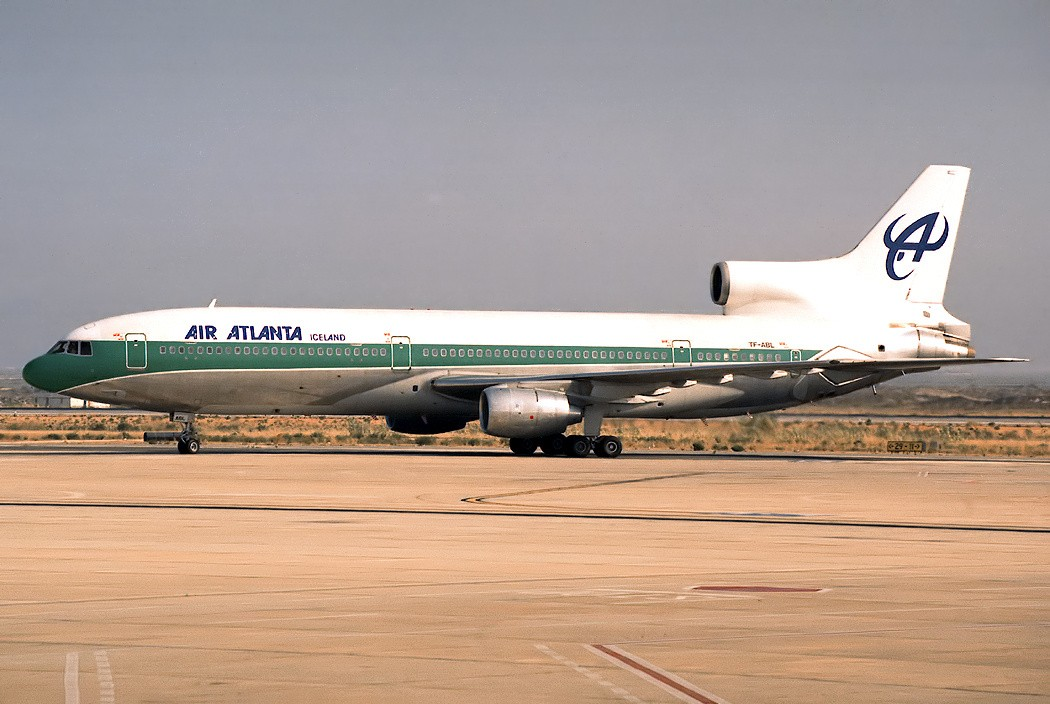
Lockheed L-1011 Tristar авіакомпанії Air Atlanta Icelandic в міжнародному аеропорту Фару

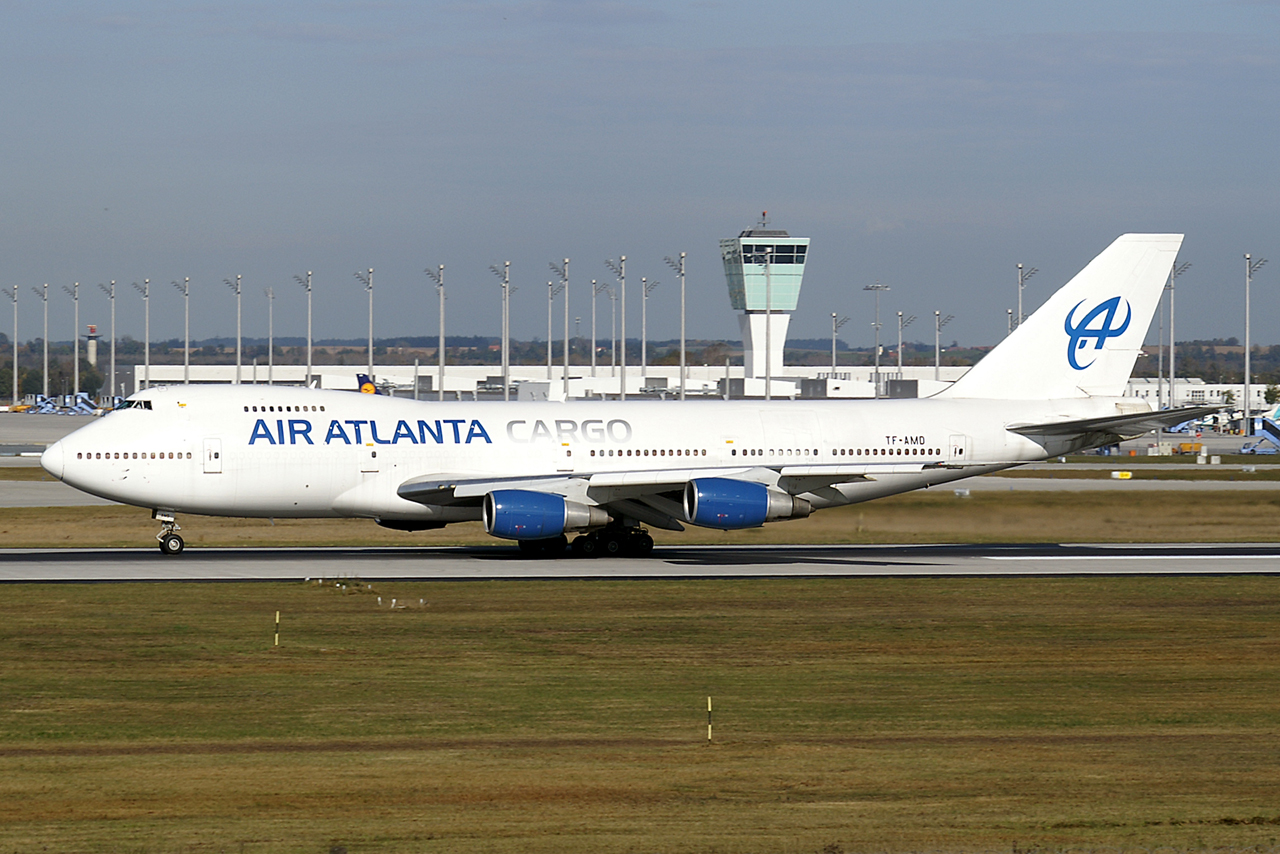
Boeing 747-200F авіакомпанії Air Atlanta Icelandic в аеропорту Мюнхена

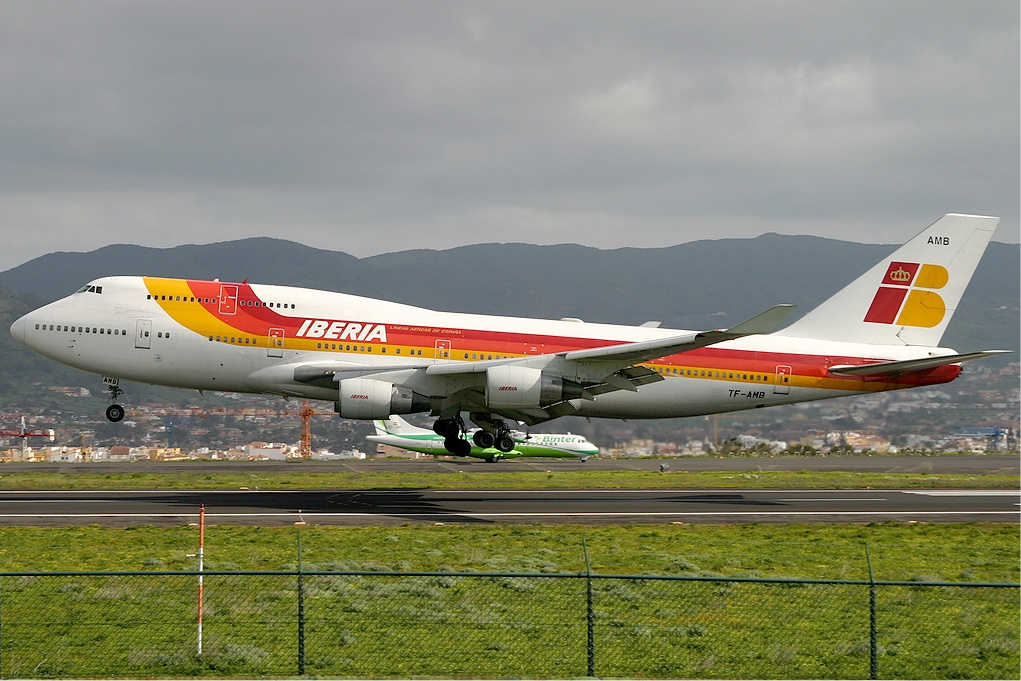
Boeing 747-400 авіакомпанії Air Atlanta Icelandic під прапором Iberia в міжнародному аеропорту Тенерифе

Air Atlanta Icelandic — ісландська комерційна авіакомпанія зі штаб-квартирою в місті Коупавогур, що працює в сфері вантажних та чартерних авіаперевезень та надає послуги з технічного обслуговування, страхування та надання в оренду повітряних суден (в тому числі і в мокрий лізинг). Компанія також працює за довгостроковими контрактами з ісландськими туристичними операторами. З середини 2007 року основна діяльність Air Atlanta Icelandic зосереджена на вантажних авіаперевезеннях по всьому світу.
Портом приписки авіакомпанії і її головним транзитним вузлом (хабом) є міжнародний аеропорт Кефлавік в Рейк'явіку.

## Історія
Авіакомпанія Air Atlanta Icelandic була заснована 10 лютого 1986 року професійним пілотом Арнгрімаром Йоханссоном і його дружиною Торою Гудмундсдоттір і почала операційну діяльність в тому ж році. Першим комерційним контрактом компанії став договір з авіакомпанією Caribbean Airways на мокрий лізинг (оренда літака разом з екіпажем) лайнера Boeing 707-320 для виконання регулярних пасажирських перевезень між Лондоном і Барбадосом. До кінця 1980-х років послугами з оренди літаків Air Atlanta Icelandic користувалися такі авіакомпанії, як Air Afrique, Sudan Airways, Lufthansa і Finnair (остання крім 707-х орендувала лайнери Boeing 737).
Власні пасажирські перевезення авіакомпанія почала в 1992 році, почавши експлуатацію літака Lockheed L-1011 Tristar. В кінці 1992 року під егідою Організації Об'єднаних Націй Air Atlanta Icelandic здійснювала перевезення миротворчих сил з колишньої Югославії в Нігерії та Франції.
У 1993 році авіакомпанія прийняла свій перший Boeing 747, який був зданий в короткострокову (на час хаджу) оренду саудівському перевізнику Saudi Arabian Airlines. У тому ж році Air Atlanta Icelandic підписала договір з ісландським туроператором «Samvinn Travel», в рамках якого почалися пасажирські перевезення між Пномпенем і Бангкоком на літаках Boeing 737.
До 1994 року компанія отримала право на здійснення перевезень в безліч країн, включаючи Сполучені Штати, а також Колумбію і Філіппіни, в яких авіакомпанія працювала на чартерних маршрутах всередині цих двох країн. У тому ж році Air Atlanta Icelandic вийшла на ринок чартерних перевезень Португалії.
У 1996 році літак L-1011 компанії був зафрахтований для проведення весільної церемонії, яка проходила під час польоту лайнера над Північним полярним колом.
1997 року Air Atlanta Icelandic уклала угоди з авіакомпаніями Britannia Airways і Iberia на здійснення від їх імені регулярних пасажирських перевезень з мадридського міжнародного аеропорту Барахас в міжнародний аеропорт Гавани імені Хосе Марті й інші аеропорти країн Карибського басейну. У тому ж році флот компанії поповнився першим літаком Boeing 747SP, який в подальшому використовувався за контрактами з урядом країни, спортивними клубами та групою Rolling Stones.
У 1998 році всі повітряні судна перевізника були орендовані флагманом British Airways і в тому ж році генеральним директором компанії став Магнус Р. Торстенн. У 1999 році після продажу останнього Boeing 737 флот Air Atlanta Icelandic становили тільки широкофюзеляжні літаки, а в 2000 році в довгому списку клієнтів перевізника з'явилася індійська авіакомпанія Air India.
2003 року на ринок комерційних перевезень Великої Британії вийшла новостворена дочірня авіакомпанія Air Atlanta Europe. Компанія працювала на літаках Boeing 747 на чартерних перевезеннях за договорами з британськими операторами і туристичним агентством Флориди Travel City Direct.
У березні 2004 року Air Atlanta Icelandic придбала 40,5% власності британської чартерної авіакомпанії Excel Airways, пізніше ця частка була збільшена до 76,9%. В січні наступного року на базі ісландського перевізника був утворений інвестиційний холдинг Avion Group, до складу якого увійшла ще одна авіакомпанія Islandflug.
2005 року Avion Group поглинув ісландську морську транспортну компанію Emskip і туроператора Великої Британії Travel City Direct, а наступного року керівництво холдингу оголосило про придбання всіх випущених акцій французької чартерної авіакомпанії Star Airlines, що була до того часу другим за величиною чартерним авіаперевізником країни і виконувала нерегулярні рейси головним чином у країни Африки, Середнього Сходу, Середземномор'я і регулярні в Ліван, Мексику, на Малі.
У червні 2006 року Air Atlanta Icelandic надала в мокрий лізинг авіакомпанії Yangtze River Express вантажний Boeing 747-200 для роботи на маршруті Шанхай — Анкоридж — Лос-Анджелес.
У середині 2007 року керівництво авіакомпанії ухвалило рішення сконцентрувати діяльність перевізника на вантажних операціях, у зв'язку з чим почало процедуру переобладнання пасажирських літаків у вантажні і звільнення більшості екіпажів пасажирських лайнерів.
З червня 2011 року Air Atlanta Icelandic припинила польоти з Великої Британії в Канаду з причини високих цін на паливо і комерційної нерентабельність даного напрямку.

## Маршрутна мережа
У січні 2010 року маршрутна мережа на міжнародних напрямки авіакомпанії Air Atlanta Icelandic включала в себе наступні пункти призначення:
- Брюссель — ватажні перевезення під прапором Saudi Arabian Airlines (мокрий лізинг)
- Саудівська Аравія
  - Джидда — під прапором Saudi Arabian Airlines (мокрий лізинг)
- США
  - Нью-Йорк — міжнародний аеропорт імені Джона Кеннеді — вантажні перевезення під прапором Saudi Arabian Airlines (мокрий лізинг)
  - Х'юстон — вантажні перевезення під прапором Saudi Arabian Airlines (мокрий лізинг)
- Німеччина
  - Франкфурт
- КНР
  - Гонконг — вантажні перевезення під прапором Saudi Arabian Airlines (мокрий лізинг) і Air Bridge Cargo (мокрий лізинг)
- Кувейт
  - Кувейт
- Нідерланди
  - Амстердам
- Індонезія
  - Джакарта
- Росія
  - Москва/Шереметьєво під прапором Air Bridge Cargo (мокрий лізинг)

## Флот
По стану на лютий 2025 року повітряний флот авіакомпанії Air Atlanta Icelandic складали наступні літаки:

## Авіаподії і нещасні випадки
- 25 березня 2008 року. Літак Боїнг 747-300 при здійсненні посадки отримав значні пошкодження в результаті виниклої пожежі в третьому двигуні[5].